# Кузьменко Любов Іванівна
Кузьменко Любов Іванівна (6 листопада 1950, село Тарасівка, Києво-Святошинського району Київської області) — співачка (сопрано) актриса, педагог, Заслужений артист України (1996), доцент (2005)

## Життєпис
1977 — закінчила Київську консерваторію і почала працювати у Київському театрі оперети. З 1995 року викладає у Київському університеті культури і мистецтв. З 2005 — доцент кафедри естрадного співу.

## Фільмографія
- Парася, Груня («Сорочинський ярмарок», О.Рябова)
- Лариса, Оленка («Зоряний час», «Сто перша дружина султана», А. Філоненка)
- Віра Холодна («На світанку», О. Сандера)
- Сільва, Теодора, Маріца («Сільва», «Принцеса цирку», «Маріца», І Кальмана)